# Ахан
Ахан (той, який створює труднощі) — син Кармія з коліна Юди, який заховав військову здобич після перемоги Ізраїлю над Єрихоном, порушивши при цьому наказ Ісуса Навина та Божу заповідь . 

## Книга Ісуса Навина
Наступна поразка євреїв у місті Ай, яке повинно було стати більш легкою здобиччю, аніж Єрихон, свідкувало про Божий гнів на Ісуса Навина . За допомогою жеребу Ісус Навин визначив, хто з ізраїльтян винен у непослуху. Ахан зізнався, що сховав речі, які йому сподобались, а також золото та срібло з Єрихону у себе в наметі. Речі були віднесені у долину Ахор, що означає “нещастя” або “біда”, де Ахана, його сім'ю, худобу та намет каменували, а потім спалили . У єврейському тексті Ахану дається ім'я Ахар (“біда”), тому що він навів біду на Ізраїль захопивши те, що повинно було бути посвячене Господу.В агадичній літературі єврейські екзегети гадають, що каменована була лише худоба Ахана. Сини та доньки Ахана були лише свідками каменування для перестороги та повчання. Скоріш за все, такої точки зору притримувались і талмудисти, хоча вони і говорять, що дружина та діти також були причетні до цього злочину, так як вони знали про нього. Згідно з іншим, древнішим равіністичним переданням, злочин Ахана мав тяжчий характер: в Єрихоні Ахан побачив ідола, який мав магічну силу, з золотим язиком, на якого був накинутий дорогоцінний плащ, а перед ним лежало дуже багато срібла. Захопивши цього ідола та срібло, Ахан став причиною смерті 36 воїнів, які обслуговували ковчег Завіту. Коли Ісус Навин дізнався завдяки 12-ти дорогоцінним каменям, які були вставлені у нагрудник первосвященика, хто винуватець, то звелів покарати його каменуванням та вогнем згідно з Законом .
Деякі уявляли собі Ахана, як взірець грішника, який кається; його публічне визнання, за їхньою думкою, і наступне покарання повинно було спасти його від вічних мук у геєні.
|  | Усілякий злочинець перш ніж підпасти під смертну кару, повинен публічно визнати свій злочин, щоб таким чином спастись від мук у пеклі . |

Ахан визнав свою провину , але невідомо яким було то визнання: щирим  як Апостола Петра, чи не щирим, як каяття Юди Іскаріотського. Судити його тільки Господу.